# 上釜美憂
上釜 美憂（うえがま みゆ、1996年10月15日 - ）はテレビ愛知のアナウンサー。

## 人物
鹿児島県薩摩川内市出身。好きな歌手はMr.Children、Perfume、両親。
趣味は、登山、音楽・ライブ鑑賞、食べ歩き。特技は、即興似顔絵、耳を小さく折り畳むこと。身長154cm、A型。

## 略歴
- 2020年3月 広島大学卒業。
- 2020年4月 岩手朝日テレビ入社、スーパーJチャンネルいわてキャスターを担当。
- 2021年4月 Go!Go!いわて中継レポーターを担当。
- 2023年3月 岩手朝日テレビ退社。
- 2023年4月 テレビ愛知へ移籍入社[2]。

## 担当番組

### 現在
いずれもテレビ愛知の番組である。
- 5時スタ (金曜日『美憂のこれが知りたい』、2023年4月7日 - )
- 情報ステーション はちまるご（2023年10月3日 - ）
- SKE48の未完全TV（ナレーション、2023年10月8日 - ）
- メリおっと！たいそう（エコちゃん、月〜金曜日）[3]

### 岩手朝日テレビ時代
- スーパーJチャンネルいわて(キャスター、月〜水曜日担当。2020年4月 -2023年3月 )
- Go!Go!いわて（中継レポーター、2021年4月 -2023年3月 ）
- IATニュース